# قره محمد باشا
قره محمد باشا ‏ (وفاة: 1722م) سياسي ورجُل دولة عثماني كان والياً على عدة ولايات (إيالات) وألوية (سناجق) عثمانية، وكان أيضًا يحمل لقب وزير. شغل منصب والي مصر منذ 1699م حتى 1704م.

## مسيرته
شغل قره محمد باشا المناصب التالية خلال مسيرته الوظيفية:
- والي إيالة مصر (1699–1704، 1712)
- متصرف سنجق قره سي (1706–1708)
- والي إيالة صيدا (1708)
- متصرف سنجق إينبهتِي (1708–1710)
- والي إيالة الروملي (1710)
- متصرف سنجق بندر (1710–1712)
- متصرف سنجق طرابلس (1712–1714)
- والي آزوف (1714–1717)
- متصرف سنجق كاندية (1717–1718)
- متصرف سنجق سَقِز (1718–1719)
- متصرف سنجق فيدين (1719–1722)

## وفاته
توفي أثناء توليه منصب والي فيدين في مارس أو أبريل 1722م.

## تراثه
شيد قره محمد باشا مسجدًا في حي أكسراي بمدينة إسطنبول، عاصمة الدولة العثمانية. غير أن مسجده هُدم لاحقًا، ولم يُكتشف موقعه السابق إلا في نوفمبر 2012م، حيث تبين أن مكانه يقع مباشرة على مسار خطوط الترام الحديثة، مقابل جامع السلطانة الأم برتونهال في حي أكسراي.